# Jim Hogg County
Jim Hogg County är ett administrativt område i delstaten Texas, USA, med 5 300 invånare (2010). Den administrativa huvudorten (county seat) är Hebbronville. 

## Geografi
Enligt United States Census Bureau så har countyt en total area på 2 943 km². 2 943 km² av den arean är land och 0 km² är vatten.

### Angränsande countyn
- Duval County - norr
- Brooks County - öster
- Starr County - söder
- Zapata County - väster
- Webb County - nordväst